# Thomas Kirchner (Drehbuchautor)
Thomas Kirchner (* 1961 in Berlin) ist ein deutscher Drehbuchautor.

## Leben
Thomas Kirchner absolvierte eine kaufmännische Ausbildung in Berlin. Ab 1981 war er als Bühnentechniker und Schnürmeister am Maxim Gorki Theater tätig. 1989 wurde er dort Regieassistent und arbeitete unter anderem mit Martin Meltke, Thomas Langhoff und Rolf Winkelgrund zusammen. Gleichzeitig folgten in der freien Szene Arbeiten als Schauspieler, Regisseur und Autor. Seit 1995 ist er freischaffender Drehbuchautor und schrieb unter anderem Drehbücher zu Filmen wie Das Geheimnis im Moor, Das Wunder von Berlin und Wiedersehen mit einem Fremden.
2012 schrieb Kirchner das Drehbuch zur Literaturverfilmung Der Turm. Er komprimierte den über 1000 Seiten langen Roman Der Turm von Uwe Tellkamp auf zwei 90-minütige Fernsehfilme. Dafür wurde er von Tellkamp gelobt, da er seinen Roman nicht nur verstanden, sondern sogar dessen Schwächen verbessert habe. So wurde das private Drama um die Figur der Anna intensiver ausgearbeitet. Auch Tellkamp gab an, in der Fortsetzung seines Romans Annas Geschichte besser auszuarbeiten.
Kirchner ist Drehbuchautor der Folgen 1 bis 13 der Reihe Spreewaldkrimi, die gemeinsam mit Redakteur Pit Rampelt (ZDF) und dem Produzenten Wolfgang Esser (Aspekt Telefilm-Produktion) seit 2006 entstanden sind. Die Drehbücher der Spreewaldkrimi-Filme erscheinen in der ursprünglich vom Autor intendierten Fassung als Bücher der Reihe Author’s Cut beim Verlag Sol et Chant.
Thomas Kirchner ist verheiratet und lebt in Berlin.

## Filmografie (Auswahl)
- 2000: Die Straßen von Berlin (Fernsehserie, zwei Folgen)
- 2005: Mord am Meer
- 2006: Spreewaldkrimi – Das Geheimnis im Moor
- 2007: Tatort: Macht der Angst
- 2007: Tatort: Schleichendes Gift
- 2008: Tatort: Das schwarze Grab
- 2008: Das Wunder von Berlin
- 2009: Spreewaldkrimi – Der Tote im Spreewald
- 2010: Das Geheimnis in Siebenbürgen
- 2010: Wiedersehen mit einem Fremden
- 2011: Schicksalsjahre
- 2011: Spreewaldkrimi – Die Tränen der Fische
- 2012: Der Turm
- 2012: Mord in Ludwigslust
- 2012: Spreewaldkrimi – Eine tödliche Legende
- 2012: Spreewaldkrimi – Feuerengel
- 2014: Spreewaldkrimi – Mörderische Hitze
- 2014: Spreewaldkrimi – Die Tote im Weiher
- 2015: Polizeiruf 110: Wendemanöver
- 2015: Spreewaldkrimi – Die Sturmnacht
- 2016: Spreewaldkrimi – Spiel mit dem Tod
- 2017: Spreewaldkrimi – Zwischen Tod und Leben
- 2018: Kruso
- 2018: Spreewaldkrimi – Tödliche Heimkehr
- 2020: Spreewaldkrimi – Zeit der Wölfe
- 2021: Spreewaldkrimi – Totentanz
- 2021: Die unheimliche Leichtigkeit der Revolution
- 2022: Tatort: In seinen Augen
- 2024: Der Amsterdam-Krimi: Blutige Diamanten
- 2025: Erzgebirgskrimi – Die letzte Note

## Auszeichnungen
- 2006: Bronze World Medal auf den New York Festivals für Mord am Meer
- 2008: Bestes Drehbuch Das Wunder von Berlin von der Union der Bulgarischen Filmschaffenden
- 2009: Gold World Medal auf den New York Festivals für Das Wunder von Berlin
- 2011: Best TV Movie – Seoul International Drama Awards  für Schicksalsjahre
- 2013: Grimme-Preis für Der Turm[5][6]
- 2014: Preis der Deutschen Akademie für Fernsehen in der Kategorie Drehbuch für Mörderische Hitze

## Buchveröffentlichungen
- Thomas Kirchner: Spreewaldkrimi. Band I. Drehbücher. Letschin 2022. ISBN 978-3-949333-07-1.[7]
- Thomas Kirchner: Spreewaldkrimi. Band II. Drehbücher. Letschin 2022. ISBN 978-3-949333-08-8.[8]
- Thomas Kirchner: Spreewaldkrimi. Band III. Drehbücher. Letschin 2023. ISBN 978-3-949333-09-5.[9]